# Reinhard von Neipperg

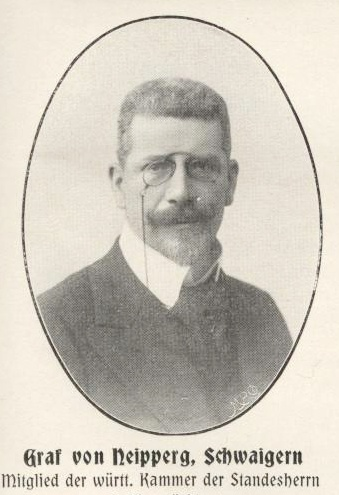
Reinhard Graf von Neipperg, 1902

Maria Reinhard Georg Ignaz Graf von Neipperg (* 30. Juli 1856 in Horin in Böhmen; † 15. Januar 1919 in Schwaigern) war Standesherr und Mitglied des Deutschen Reichstags.

## Leben
Graf Reinhard von Neipperg war der Sohn von Erwin von Neipperg und seiner zweiten Gattin Maria Rosa von Lobkowitz. Er betrieb private Gymnasialstudien und absolvierte die Maturitätsprüfung am K.u.K. Schottengymnasium in Wien. Von 1875 bis 1876 war er an der Universität Bonn und von 1876 bis 1879 an der Universität Prag, wo er die drei juristischen Staatsprüfungen bestand.
Von 1880 bis 1897 war Reinhard von Neipperg in Vertretung seines Vaters, nach dessen Tod von 1897 bis 1918 als ihm nachfolgender Standesherr, Mitglied der Ersten Parlamentskammer des Königreichs Württemberg. Als Chef des Hauses Neipperg verwaltete er seine landwirtschaftlichen Güter in Schwaigern und trat in einigen Ehrenämtern in Erscheinung. 1897 wurde er mit dem Großkreuz des Friedrichs-Ordens ausgezeichnet.
Von 1881 bis 1890 wirkte er als Mitglied des Deutschen Reichstags für den Wahlkreis Württemberg 16 (Biberach, Leutkirch, Waldsee, Wangen) und die Deutsche Zentrumspartei. 1902 war Graf von Neipperg Vizepräsident des 49. Deutschen Katholikentages in Mannheim.
Im Ersten Weltkrieg übernahm er die Führung eines Lazarettzugs. Graf Reinhard starb kurz nach Ende des Kriegs.

## Familie
Graf Reinhard heiratete am 30. Juni 1880 in Prag Gräfin Gabriela Ida von Waldstein-Wartenberg (* 19. August 1857 in Frauenberg; † 28. Oktober 1948 in Schwaigern). Das Paar hatte sieben Kinder:
1. Eberhard (* 3. Februar 1882 in Prag; † 1. März 1956 in Brackenheim)
2. Anton Ernst (* 18. Dezember 1883 in Hirschberg; † 28. Dezember 1947 in Schwaigern) ⚭ Anna Gräfin von Silva-Tarouca (* 28. September 1888; † 17. Juli 1971)
3. Marie Anna (Michaela) (* 9. September 1885 in Schwaigern; † 7. April 1957 in Konstanz), Benediktinerin und Ordensoberin in Konstanz
4. Alfred (* 21. Juni 1888 in Schwaigern; † 11. September 1941 in Grünwald) ⚭ Marie Gräfin von Thun und Hohenstein (* 15. März 1897; † 18. Februar 1971)
5. Karl (Adalbert) (* 31. März 1890 in Meran; † 23. Dezember 1948 in Werschetz in Jugoslawien), Benediktiner und Abt des Klosters Neuburg. Von den Nationalsozialisten verfolgt, flüchtete er nach Jugoslawien und wurde 1948 als Gefangenenseelsorger von den Kommunisten ermordet.
6. Anna-Bertha (* 1. September 1893 in Schwaigern; † 28. November 1961 in Konstanz) ⚭ Erwein-Hartwig Graf von Nostitz-Rieneck (* 13. September 1887; † 6. April 1942)
7. Erwin (* 15. Januar 1897 in Schwaigern; † 5. Dezember 1957 in Stuttgart) ⚭ Hissa Gräfin von Hatzfeldt zu Trachenberg (* 26. Februar 1906; † 4. Juni 1985)

Sein ältester Sohn Eberhard verzichtete aus gesundheitlichen Gründen auf die Stammfolge und trat sie an den zweitgeborenen Sohn Anton Ernst von Neipperg ab.